# Roberta Knie
Roberta Knie (* 13. Mai 1938 in Cordell, Oklahoma; † 16. März 2017 in Drexel Hill, Pennsylvania) war eine deutschamerikanische Opernsängerin (Sopran) aus der Zirkusdynastie Knie. Sie war bekannt für ihre starke und klare Stimme, die sie im Laufe ihrer Karriere von den mittleren 1960er bis zu den frühen 1980er Jahren in vielen amerikanischen und europäischen Opernhäusern unverwechselbar machte. Besonders bekannt war sie für ihre Interpretation der Brünnhilde bei den Wagnerfestspielen in Bayreuth.

## Leben

### Ausbildung
Roberta Knie wurde in Cordell, Oklahoma geboren, wuchs dort auf, ging zur lokalen Highschool und sang im Kirchenchor. Knie studierte an der Universität von Oklahoma unter anderem bei Elizabeth Parham, Judy Bounds Coleman und Eva Turner. Sie übersiedelte dann nach Österreich, um bei Max Lorenz am Mozarteum in Salzburg zu studieren, bevor sie 1964 ihr Debüt am Theater Hagen als Elisabeth im Tannhäuser gab.

### Karriere
Von 1966 bis 1969 war sie Teil des Stadttheaters Freiburg, sie wechselte dann von 1969 bis 1972 nach Graz und sang dort Rollen wie die Leonore in Beethovens Fidelio und Titelrollen in Puccinis Tosca und Richard Strauss’ Salome. Anschließend war sie an der Oper der Stadt Köln und dem Opernhaus Zürich beschäftigt. 1973 erwarb sie in Laßnitzhöhe gemeinsam mit ihrer Freundin und Mentorin Judy Bounds Coleman die Sonnenvilla, als diese 1977 in die USA zurückkehrte, wurde sie Alleinbesitzerin.
Das Jahr 1974 wurde ein Meilenstein ihrer Karriere, sie sprang für eine Kollegin in letzter Minute als Brünnhilde in Wagners Ring des Nibelungen bei den Bayreuther Festspielen ein. Der Auftritt war sowohl bei den Kritikern als auch beim Publikum ein voller Erfolg und erhöhte ihren Bekanntheitsgrad entscheidend und führte zu Verträgen mit bekannten Opernhäusern in den folgenden Jahren. 1974 sang sie den Ring des Nibelungen auch in der Opéra National de Lyon und trat am Teatro San Carlo auf.
1975 gab Roberta Knie ihr Operndebüt in Amerika bei der Dallas Opera als Isolde in Wagners Tristan und Isolde. 1976 trat sie im sogenannten Jahrhundertring bei den Wagnerfestspielen auf und sang als Brünnhilde an der San Francisco Opera in Die Walküre. Außerdem debütierte sie an der Metropolitan Opera, New York als Chrysothemis in Elektra von Strauss.
In den nächsten Jahren sang sie an verschiedenen großen Opernhäusern, wie der Wiener Staatsoper, Hamburger Staatsoper, Bayerische Staatsoper, Staatstheater Stuttgart, Deutsche Oper Berlin, Nationaltheater Mannheim, Opéra National du Rhin, Königliche Oper (Stockholm), Teatro Regio di Parma, Teatro Nacional de São Carlos. Royal Opera House, Covent Garden, London, Welsh National Opera, Opéra de Montréal, Teatro Colón und der Lyric Opera of Chicago.
Obwohl sie hauptsächlich für Wagner-Rollen bekannt war, darunter die Senta in Der Fliegende Holländer, Elsa im Lohengrin, Sieglinde und verschiedene der Walküren in Die Walküre, sang sie auch zahlreiche andere Rollen, wie Donna Anna in Mozarts Don Giovanni, Elektra in Mozarts Idomeneo, die Marschallin in Strauss Der Rosenkavalier und Leonore sowohl im La forza del destino als auch im Il trovatore.
1981 erkrankte Roberta Knie an viraler Lungenentzündung, die sie bis 1984 auskurieren musste. 1991 wurde bei Roberta Knie in Graz, wo sie an der Kunstuniversität unterrichtete, eine Netzhautablösung diagnostiziert. Um einer möglichen stressbedingten Erblindung vorzubeugen, beendete sie ihre Opernkarriere. Im Jahr 2000 überstand sie eine Darmkrebserkrankung.